# Călinești (okręg Aluta)
Călinești – wieś w Rumunii, w okręgu Aluta, w gminie Radomirești. W 2011 roku liczyła 940 mieszkańców.